# Fatiniza
Fatiniza Gamarra Ponzón (Bucaramanga, 21 de enero de 1975), más conocida por su nombre artístico Fatiniza, es una cantante y compositora colombiana de pop radicada en Costa Rica.

## Biografía
Fatiniza Gamarra nació en la ciudad de Bucaramanga, Colombia. Su carrera como cantante profesional empezó en el año 2010 en Dubái, cuando firmó un contrato discográfico con el sello independiente Daxar Music, con el que grabó el disco Confusion ese mismo año. En soporte del disco publicó los sencillos "Out of Control" y "The One". En mayo de 2011 firmó un contrato con el sello colombiano Millenium, con el que publicó su disco debut en tierras cafeteras.
En 2012 la cantante ganó en las categorías de mejor artista femenina y canción del año con "Out of Control" en los Premios Bite My Music en Kuala Lumpur. Un año después publicó su segunda producción discográfica titulada Nothing is Impossible, acompañada del sencillo "Can Someone?". La canción "Sailor" y su vídeoclip, rodado en Málaga, se convirtieron en un éxito en Dubái. Algunos años después se radicó en Costa Rica, desde donde continúa con su carrera musical.

## Discografía
- Confusion (2010)
- Nothing is Impossible (2013)
- Historias (2020)